# Ленґ (Плешевський повіт)
Ленґ (пол. Łęg) — село в Польщі, у гміні Чермін Плешевського повіту Великопольського воєводства.
Населення — 138 осіб (2011).
У 1975-1998 роках село належало до Каліського воєводства.

## Демографія
Демографічна структура станом на 31 березня 2011 року:
|          | Загалом | Допрацездатний вік | Працездатний вік | Постпрацездатний вік |
| -------- | ------- | ------------------ | ---------------- | -------------------- |
| Чоловіки | 72      | 9                  | 55               | 8                    |
| Жінки    | 66      | 17                 | 38               | 11                   |
| Разом    | 138     | 26                 | 93               | 19                   |